# Georgios Papadópoulos
Georgios Papadópoulos (en griego: Γεώργιος Παπαδόπουλος; Elaiochori, Acaya, 5 de mayo de 1919-Atenas, 27 de junio de 1999) fue un militar y líder del golpe militar del 21 de abril de 1967 en Grecia, así como de la dictadura posterior conocida como «Régimen de los Coroneles». Ejerció el poder de forma totalitaria en Grecia entre 1967 y 1973, cuando fue derrocado por otro de los militares, Dimitrios Ioannidis. Se dice que Papadopoulos fue el primer agente de la CIA en gobernar un país europeo occidental.

## Biografía
Papadópoulos nació en Elaiohori, un pequeño pueblo en la prefectura de Acaya en el Peloponeso. Era hijo del maestro de escuela local Christos Papadópoulos y su esposa Chrysoula. Era el hijo mayor y tenía dos hermanos, Konstantinos y Haralambos. Después de terminar la escuela secundaria en 1937, se matriculó en la Academia Militar Helénica , completando su programa de tres años en 1940.
Si bien durante la Segunda Guerra Mundial inicialmente luchó contra la invasión italiana de 1940, posteriormente se convirtió en un colaboracionista de los nazis en los llamados «Batallones de Seguridad». En los años de posguerra, recibió entrenamiento de inteligencia en Estados Unidos, llegando a convertirse en agente de la CIA.
Fue ascendido a capitán en 1946; y en 1949, durante la guerra civil griega, a mayor. Sirvió en el Servicio de Inteligencia (KYP) de 1959 a 1964 como el principal contacto entre el KYP y el principal agente de la CIA en Grecia, John Fatseas.
Papadopoulos también fue miembro de la corte marcial en el primer juicio del conocido líder comunista griego Nikos Beloyannis, en 1951. En ese juicio, Beloyannis fue condenado a muerte por el delito de ser miembro del Partido Comunista, que estaba prohibido en ese momento en Grecia después de la guerra civil. La sentencia de muerte pronunciada después de este juicio (Papadopoulos había votado en contra) no se llevó a cabo, pero Beloyannis fue juzgado nuevamente a principios de 1952, esta vez por presunto espionaje, luego del descubrimiento de transmisores de radio utilizados por griegos comunistas  encubiertos para comunicarse con los líderes exiliados del partido en la Unión Soviética. Al final de este juicio, fue sentenciado a muerte e inmediatamente fusilado. Papadopoulos no participó en este segundo juicio. Los juicios de Beloyannis fueron muy controvertidos en Grecia, y muchos griegos consideran que, como muchos comunistas griegos de la época, Beloyannis recibió un disparo por sus creencias políticas, en lugar de por crímenes reales. El juicio fue por corte marcial en virtud de la legislación griega contra la insurgencia promulgada en el momento de la guerra civil griega que permaneció en vigor a pesar de que la guerra había terminado.
En 1956, Papadopoulos participó en un fallido intento de golpe contra el rey Pablo I de Grecia. En 1958, ayudó a crear la Oficina de Estudios Militares, bajo el mando del General Gogousis. Fue de esta misma oficina de donde emanó el posterior golpe exitoso del 21 de abril de 1967.
En 1964, Papadopoulos fue transferido a una división de artillería en Tracia por decreto del Ministro de Defensa. En junio de 1965, días antes del inicio de la gran agitación política conocida como Apostasía, llegó a los titulares nacionales después de arrestar a dos soldados bajo su mando y ocho civiles izquierdistas de los asentamientos cercanos a su campamento militar, acusados de conspirar para sabotear vehículos del ejército vertiendo azúcar en los tanques de gasolina de los vehículos. Los diez fueron encarcelados y torturados, pero finalmente se demostró que el propio Papadópoulos había saboteado los vehículos. Andreas Papandréu escribió en sus memorias que Papadopoulos quería demostrar que bajo el gobierno de la Unión de Centro, los comunistas habían tenido libertad para socavar la seguridad nacional. Incluso después de este escándalo, Papadópoulos no fue dado de baja del ejército ya que el primer ministro Yorgos Papandréu lo perdonó. En 1967, Papadópoulos fue ascendido a coronel.

### Golpe de 1967
Ese mismo año, el 21 de abril, un mes antes de las elecciones generales, Papadópoulos, junto con otros oficiales de rango medio del Ejército, encabezó un exitoso golpe de Estado, aprovechando la volátil situación política que había surgido de un conflicto entre el rey Constantino II de Grecia y el popular ex primer ministro Papandréu. Papadópoulos usó su poder ganado con el golpe para tratar de poner a Papadópoulos bajo arresto domiciliario y rediseñar el panorama político griego hacia la derecha. Papadópoulos, así como los demás miembros de la junta, son conocidos en Grecia por el término "Aprilianoi" (abrilianos), que denota el mes del golpe.
Constantino nombró un nuevo gobierno encabezado nominalmente por Konstantinos Kollias. Sin embargo, desde las primeras etapas, Papadopoulos fue el hombre fuerte del nuevo régimen. Fue nombrado ministro de Defensa Nacional y ministro de la Presidencia en el gobierno de Kollias, y su posición mejoró aún más después del fallido contragolpe del rey el 13 de diciembre, momento en que reemplazó a Kollias como primer ministro. No contento con eso, el 21 de marzo de 1972 se nombró a sí mismo regente de Grecia, sucediendo a Georgios Zoitakis.
La tortura de los presos políticos en general, y de los comunistas en particular, no estaba descartada. Los ejemplos incluían fuertes palizas, aislamiento y, según algunas fuentes, arrancar las uñas.
Alexandros Panagoulis perpetró un intento fallido de asesinato contra Papadópoulos en la mañana del 13 de agosto de 1968, cuando Papadópoulos fue conducido desde su residencia de verano en Lagonisi a Atenas, escoltado por sus motocicletas y automóviles de seguridad personal. Panagoulis detonó una bomba en un punto de la carretera costera donde la limusina que transportaba a Papadópoulos tendría que reducir la velocidad, pero la bomba no logró dañar a Papadópoulos. Panagoulis fue capturado unas horas más tarde en una cueva marina cercana, ya que el bote enviado para ayudarlo a escapar recibió instrucciones de partir a una hora específica y no pudo nadar allí a tiempo debido a las fuertes corrientes marinas. Después de su arresto, fue llevado a las oficinas de la Policía Militar griega, donde fue interrogado, golpeado y torturado. El 17 de noviembre de 1968, Panagoulis fue condenado a muerte, pero Papadópoulos lo perdonó personalmente y cumplió solo cinco años de prisión. Después de que se restableció la democracia, fue elegido miembro del Consejo de los Helenos.

### Normalización e intentos de liberalización
Papadópoulos había indicado ya en 1968 que estaba ansioso por emprender un proceso de reforma e incluso trató de contactar a Spiros Markezinis en ese momento. Había declarado en ese momento que no quería que la Revolución del 21 de abril se convirtiera en un 'régimen'. Varios intentos de liberalizar el régimen durante 1969 y 1970 fueron frustrados por los intransigentes de la junta, incluido Ioannides. De hecho, luego de su intento fallido de reforma en 1970, amenazó con renunciar y fue disuadido solo después de que los intransigentes renovaron su lealtad personal hacia él.
A medida que crecía el descontento interno a principios de la década de 1970, y especialmente después de un golpe fallido de la Marina a principios de 1973, Papadópoulos intentó legitimar el régimen iniciando una "democratización" gradual. El 1 de junio de 1973, abolió la monarquía y declaró a Grecia una república con él mismo como presidente. Fue confirmado en el cargo a través de un controvertido referéndum. Además, buscó el apoyo de la antigua clase política, pero solo consiguió la cooperación de Spiros Markezinis, quien se convirtió en primer ministro. Al mismo tiempo, se levantaron muchas restricciones y se redujo significativamente el papel del ejército. Una constitución interina creó una república presidencial, que otorgó amplios poderes, casi dictatoriales, en manos del presidente. La decisión de volver a un gobierno civil (al menos nominal) y la restricción del papel del ejército fue resentida por muchos de los partidarios del régimen, cuyo descontento con Papadópoulos se haría evidente unos meses después.

### Caída del régimen
Después de los acontecimientos del levantamiento estudiantil del 17 de noviembre conocidos como la revuelta de la Politécnica de Atenas, la dictadura fue derrocada el 25 de noviembre de 1973 por elementos de la línea dura en el Ejército. La gran dependencia de Papadópoulos en el ejército para sofocar el levantamiento estudiantil le dio al brigadier Dimitrios Ioannidis un pretexto para derrocarlo y reemplazarlo como el nuevo hombre fuerte del régimen. Papadópoulos fue puesto bajo arresto domiciliario en su villa, mientras que Grecia volvió a una dictadura militar "ortodoxa".

### Vida posterior
Después de que se restauró la democracia en 1974, durante el período de metapolítefsi ("cambio de régimen"), Papadopoulos y sus secuaces fueron juzgados por alta traición, motín, tortura y otros delitos y faltas.
El 23 de agosto de 1975, Papadópoulos y varios otros exlíderes militares fueron declarados culpables y condenados a muerte. La pena de muerte luego fue conmutada por cadena perpetua. Papadopoulos permaneció en prisión, rechazando una oferta de amnistía que requería que reconociera su historial y expresara remordimiento, hasta su muerte el 27 de junio de 1999 a los 80 años en un hospital de Atenas, donde había sido tratado por cáncer desde 1996. Tras la restauración de la democracia, fundó desde prisión la Unión Política Nacional (EPEN), un pequeño partido político de extrema derecha. EPEN finalmente se disolvió, y los partidarios se dispersaron a varios otros partidos políticos como la Concentración Popular Ortodoxa (LAOS) y Amanecer Dorado (XA).

## Vida personal
Papadópoulos se casó con su primera esposa, Niki Vasileiadi, en 1941. Tuvieron dos hijos, un hijo y una hija. El matrimonio, sin embargo, tuvo dificultades más tarde y finalmente se separaron. La separación, por prolongada que fuera, no podía conducir al divorcio al principio porque, según las restrictivas leyes de divorcio de esa época, se requería el consentimiento del cónyuge. Para remediar esto, en 1970, como primer ministro de la dictadura, Papadópoulos decretó una ley de divorcio a la medida con un límite de tiempo estricto (y una cláusula de extinción incorporada) que le permitió obtener el divorcio. Después de haber cumplido su propósito, la ley al final expiró automáticamente. Después del divorcio, Papadopoulos se casó con su amante de mucho tiempo Despina Gaspari, en 1970, con quien tuvo una hija.